# Генейдо (Техас)
Генейдо (англ. Ganado) — місто (англ. city) в США, в окрузі Джексон штату Техас. Населення — 1975 осіб (2020).

## Географія
Генейдо розташоване за координатами 29°2′30″ пн. ш. 96°30′40″ зх. д. / 29.04167° пн. ш. 96.51111° зх. д. (29.041704, -96.511029).  За даними Бюро перепису населення США в 2010 році місто мало площу 3,03 км², з яких 3,02 км² — суходіл та 0,01 км² — водойми.

## Демографія
Згідно з переписом 2010 року, у місті мешкали 2003 особи в 672 домогосподарствах у складі 502 родин. Густота населення становила 662 особи/км².  Було 765 помешкань (253/км²).
Расовий склад населення:
| - 77,5 % — білих - 2,6 % — чорних або афроамериканців - 0,6 % — азіатів - 0,2 % — корінних американців - 17,1 % — осіб інших рас |

До двох чи більше рас належало 2,0 %. Частка іспаномовних становила 46,7 % від усіх жителів.
За віковим діапазоном населення розподілялося таким чином: 27,9 % — особи молодші 18 років, 57,7 % — особи у віці 18—64 років, 14,4 % — особи у віці 65 років та старші. Медіана віку мешканця становила 33,2 року. На 100 осіб жіночої статі у місті припадало 98,3 чоловіків;  на 100 жінок у віці від 18 років та старших — 95,8 чоловіків також старших 18 років.
Середній дохід на одне домашнє господарство  становив 57 350 доларів США (медіана — 44 659), а середній дохід на одну сім'ю — 71 432 долари (медіана — 54 821). Медіана доходів становила 45 950 доларів для чоловіків та 21 111 долар для жінок. За межею бідності перебувало 21,5 % осіб, у тому числі 28,5 % дітей у віці до 18 років та 11,2 % осіб у віці 65 років та старших.
Цивільне працевлаштоване населення становило 763 особи. Основні галузі зайнятості: сільське господарство, лісництво, риболовля — 23,9 %, освіта, охорона здоров'я та соціальна допомога — 19,3 %, виробництво — 12,2 %, транспорт — 10,0 %.